# Heidi Gardner
Heidi Lynn Gardner (Kansas City, 27 juli 1983) is een Amerikaanse actrice, komiek en schrijver.

## Loopbaan
Gardner neemt sinds 2017 deel aan het amusementsprogramma Saturday Night Live van NBC. Ze vertolkt ook de antropomorfe kat Cooch in de Crackle-serie SuperMansion, die later onder een secundaire licentie werd uitgezonden door het Amerikaanse kabelnetwerk Adult Swim.

## Privéleven
Gardner is getrouwd met Marvel Comics-schrijver Zeb Wells.

## Filmografie
| Jaar | Titel             | Rol         | Opmerkingen |
| ---- | ----------------- | ----------- | ----------- |
| 2014 | Dibs!             | Erica       |             |
| 2018 | Life of the Party | Leonor      |             |
| 2018 | Making Babies     | Meg         |             |
| 2019 | Otherhood         | Erin        |             |
| 2022 | Hustle            | Kat Merrick |             |

### Televisie
| Jaar       | Titel                     | Rol                   | Opmerkingen                            |
| ---------- | ------------------------- | --------------------- | -------------------------------------- |
| 2017       | Mike Tyson Mysteries      | Old Woman (stem)      | Aflevering "Love Letters"              |
| 2017-heden | Saturday Night Live       | Verschillende         | 77 afleveringen                        |
| 2019       | The Other Two             | Mona                  | Aflevering "Chase Turns Fourteen"      |
| 2019       | Veep                      | Amanda White          | Aflevering "Discovery Weekend"         |
| 2019       | Alien News Desk           | Tuva Van Void (stem)  | 12 afleveringen                        |
| 2019       | American Dad!             | Verschillende stemmen | Aflevering "Lost Boys"                 |
| 2019       | Mike Tyson Mysteries      | Jennifer (stem)       | Aflevering "The Yung and The Restless" |
| 2019       | Superstore                | Colleen               | Aflevering "Forced Hire"               |
| 2020       | Unbreakable Kimmy Schmidt | Jenny                 | Special "Kimmy vs the Reverend"        |
| 2021       | Close Enough              | Becca (stem)          | Aflevering "Houseguest from Hell"      |

### Internet
| Jaar    | Titel                  | Rol             | Opmerkingen                                    |
| ------- | ---------------------- | --------------- | ---------------------------------------------- |
| 2015    | Adult Wednesday        | Kapper          | Aflevering "The Haircut"                       |
| 2015    | Bratz                  | Yasmin (stem)   | 8 afleveringen                                 |
| 2015-19 | SuperMansion           | Diverse stemmen | 46 afleveringen                                |
| 2016    | CollegeHumor Originals | Patiënt         | Aflevering "Waarom zijn mijn tepels korrelig?" |

### Audio
| Jaar | Titel           | Rol             | Opmerkingen     |
| ---- | --------------- | --------------- | --------------- |
| 2020 | Heads Will Roll | Diverse stemmen | 10 afleveringen |

## Als schrijver

### Internet
| Jaar    | Titel        | Opmerkingen     |
| ------- | ------------ | --------------- |
| 2015    | Bratz        | 3 afleveringen  |
| 2015-17 | SuperMansion | 11 afleveringen |